# Choteau
Choteau és una població dels Estats Units a l'estat de Montana. Segons el cens del 2000 tenia 1.781 habitants.

## Demografia
Segons el cens del 2000, Choteau tenia 1.781 habitants, 807 habitatges, i 464 famílies. La densitat de població era de 384,2 habitants per km².
Dels 807 habitatges en un 24,9% hi vivien nens de menys de 18 anys, en un 46,8% hi vivien parelles casades, en un 8,6% dones solteres, i en un 42,4% no eren unitats familiars. En el 39,2% dels habitatges hi vivien persones soles el 21,9% de les quals corresponia a persones de 65 anys o més que vivien soles. El nombre mitjà de persones vivint en cada habitatge era de 2,13 i el nombre mitjà de persones que vivien en cada família era de 2,82.
Per edats la població es repartia de la següent manera: un 22,7% tenia menys de 18 anys, un 4,4% entre 18 i 24, un 21,4% entre 25 i 44, un 25,8% de 45 a 60 i un 25,7% 65 anys o més.
L'edat mediana era de 46 anys. Per cada 100 dones de 18 o més anys hi havia 80,9 homes.
La renda mediana per habitatge era de 25.708 $ i la renda mediana per família de 35.655 $. Els homes tenien una renda mediana de 22.429 $ mentre que les dones 17.098 $. La renda per capita de la població era de 14.999 $. Aproximadament el 12,7% de les famílies i el 17,6% de la població estaven per davall del llindar de pobresa.

## Poblacions més properes
El següent diagrama mostra les poblacions més properes.